# Niederwaage

Die Niederwaage in der 1. Hälfte des 19. Jahrhunderts

Die Niederwaage, auch niedere Waage, Niederstadtwaage und Unterwaage genannt, war neben der Oberwaage eine von zwei städtischen Waagen in Lübeck.
Es ist nicht dokumentiert, wann sie eingerichtet wurde, doch sie wurde bereits im Jahre 1262 im Verzeichnis der städtischen Einnahmen aufgeführt. Von da an erscheint sie durchgehend in den Kämmereibüchern zusammen mit den Einkünften aus ihrer Verpachtung an die jeweiligen Betreiber. Vom Beginn des 14. Jahrhunderts an ist durch Einträge im Oberstadtbuch ihr Standort dokumentiert, an dem sie bis zu ihrer Aufhebung verblieb: Am Kai des Handelshafens an der Untertrave, zwischen den Einmündungen von Alfstraße und Mengstraße, gegenüber vom heutigen Gebäude An der Untertrave 96.
Über ihre frühe bauliche Gestalt liegen keine Angaben vor. 1548 wurde sie up de welsche manner als sechsgiebliger Renaissancebau mit Obergeschoss neu errichtet. Ab 1550 ist der Lübecker Bergenfahrer und Chronist Hans Regkmann als Waagemeister der Niederwaage und Nutzer der Wohnung im Obergeschoss belegt. Nach seinem Tod wurde der Bau bereits 1564 durch einen Brand vernichtet. Über den anschließenden Wiederaufbau finden sich keine Aufzeichnungen. Ab 1567 ist der Buchführer Paul Knufflock als Wägemeister und Nutzer der Wohnung belegt. Vom 18. Jahrhundert an zeigen Pläne und bildliche Darstellungen das Gebäude der Niederwaage als einfaches, eingeschossiges Fachwerkhaus.
1873 wurde die Niederwaage aufgehoben und das Gebäude von der Stadt der Kaufmannschaft überlassen, die es als Warenschuppen verwendete. Der Abriss erfolgte wenig später.